# Claire Denis
Claire Denis (ur. 21 kwietnia 1946 w Paryżu) – francuska reżyserka i scenarzystka filmowa.

## Życiorys
Denis urodziła się we Francji, ale wychowywana była na koloniach francuskich w Afryce, w których stacjonował jej ojciec. Po nieudanej próbie podjęcia studiów z ekonomii, Denis ukończyła uczelnię IDHEC. Asystowała takim twórcom, jak Dušan Makavejev, Costa-Gavras oraz Jacques Rivette. W 1988 roku zadebiutowała filmem Czekolada, w którym młoda kobieta wspomina swoje dzieciństwo we Francuskiej Afryce Zachodniej. Kolejne filmy: Bez strachu przed śmiercią (1990), Nie mogę zasnąć (1994), były poświęcone problemowi imigracji. Natomiast Nenette i Boni (1996), nagrodzona Złotym Lampartem na MFF w Locarno, eksplorowała motyw nastoletniej seksualności.
Najsłynniejsze dzieło Denis to wyróżniona na 50. MFF w Berlinie Piękna praca (1999). Film opowiadał o homoerotycznych relacjach pomiędzy żołnierzami Legii Cudzoziemskiej stacjonującymi na terenie Maghrebu. Natomiast Głód miłości (2001) podejmował wątek seksualności prowadzącej do aktu kanibalizmu. W Intruzie (2004) Denis ukazywała historię ojca, który szuka swego zaginionego syna po całym świecie. 
Kolejne filmy – 35 kieliszków rumu (2008), Białą Afrykę (2009) oraz Podłość (2013) – Denis opisywała następująco: „35 kieliszków rumu powstały z miłości. Biała Afryka traktuje o odwadze i szaleństwie. Podłość – o gniewie”.
W ostatnich latach Denis często obsadzała w swoich filmach aktorkę Juliette Binoche. Wspólnie nakręciły melodramaty Isabelle i mężczyźni (2017) i Niewierna (2022) oraz wykorzystujące elementy fantastyki widowisko High Life (2018).
Denis zasiadała w jury sekcji "Cinéfondation" na 53. MFF w Cannes (2000) oraz w jury konkursu głównego na 62. MFF w Wenecji (2005). Przewodniczyła obradom jury: sekcji "Un Certain Regard" na 63. MFF w Cannes (2010), sekcji "Cinéfondation" na 72. MFF w Cannes (2019) oraz sekcji "Horyzonty" na 77. MFF w Wenecji (2020).

## Filmografia
- 1988: Czekolada (Chocolat)
- 1990: Bez strachu przed śmiercią (S'en fout la mort)
- 1994: Nie mogę zasnąć (J'ai pas sommeil)
- 1996: Nenette i Boni (Nénette et Boni)
- 1999: Piękna praca (Beau travail)
- 2001: Głód miłości (Trouble Every Day)
- 2002: Piątkowa noc (Vendredi soir)
- 2002: Dziesięć minut później – Wiolonczela (Ten Minutes Older: The Cello) – segment Vers Nancy
- 2004: Intruz (L'intrus)
- 2008: 35 kieliszków rumu (35 rhums)
- 2009: Biała Afryka (White Material)
- 2013: Podłość (Les salauds)
- 2017: Isabelle i mężczyźni (Un beau soleil intérieur)
- 2018: High Life
- 2022: Niewierna (Avec amour et acharnement)
- 2022: Gwiazdy w południe (Stars at Noon)